# Туземная временная милиция
Туземная временная милиция — национальная (туземная) милиционная часть, существовавшая в Терской области Российской империи в 1860—1862 годах.

## Формирование
Туземная временная милиция была сформирована одновременно с Терским Конно-иррегулярным полком. Число желающих стать милиционерами превысило число вакансий. Стимулом для вступления в милицию служило то, что все нижние чины на время службы освобождались от уплаты личной натуральной повинности. Стремление горцев к службе в милиции объяснялось не только возможностью иметь постоянный заработок и налоговые льготы, но также милиционерам было разрешено носить оружие.
С 1860 по 1862 год в Терской области находились на службе 6 сотен временной туземной милиции.

## Выполняемые задачи
Для наблюдения за внутренней безопасностью и благоустройством, в округах с горским населением, при начальниках народных управлений, была учреждена охранная стража из горцев. Стража полагалась при начальнике области, при трёх начальниках военных отделов, при пяти окружных начальниках, при участковых начальниках. Чины охранной стражи составляли постоянный конвой начальников всех уровней управления и использовались при рассылке приказов, сборе информации. Зачастую горцам-милиционерам приходилось участвовать в тушении пожаров. В укреплениях Шатой и Ведено имелось несколько пожарных инструментов. В целом, в Аргунском, Веденском и Хасав-Юртовском округах даже к 80-м годам XIX века пожарная часть так и не была оборудована, хотя пожары возникали довольно регулярно.

## Расформирование
После окончания Кавказской войны командующий в Кубанской области разоружил всех жителей. Д. И. Святополк-Мирский в Терской области этого не сделал, за что, в свою очередь, и получал многочисленные нарекания. Терским горцам было предоставлено право носить оружие только в пределах их сёл. В станицах или городах они должны были появляться только безоружные. Право разоружение горцев было предоставлено всем казакам, что вело к постоянным стычкам.
По проекту, представленному Святополк-Мирским, в Терской области были сформированы 12 сотен постоянной милиции. Одновременно с этим был упразднён Терский Конно-иррегулярный полк и туземная временная милиция.